# Redenção do Gurgueia
Redenção do Gurgueia é um município brasileiro do Estado do Piauí.
Com altitude de 292 metros, o município se localiza à latitude 09°29'12" sul e à longitude 44°35'11" oeste. Sua população estimada em 2016 8 618 habitantes, distribuídos em 2 468 km² de área. 

## História
Redenção do Gurgueia recebeu status de Município pela Lei Estadual nº 2.354, de 5 de dezembro de 1962 (do Piauí), com território desmembrado de Bom Jesus e de Monte Alegre do Piauí.